# Pachydactylus maraisi
Pachydactylus maraisi là một loài thằn lằn trong họ Gekkonidae. Loài này được Heinicke, Bauer & Jackman mô tả khoa học đầu tiên năm 2011.